# Nabil Dafi
Nabil Dafi (* 26. Februar 1982 in Straßburg, Elsass) ist ein ehemaliger französischer Fußballspieler.

## Kindheit
Nabil Dafi kam als Sohn maghrebinischer Einwanderer in der elsässischen Hauptstadt Straßburg zur Welt, wo er auch aufwuchs.

## Karriere

### Verein

#### SC Schiltigheim
Bis 2007 spielte Dafi für den Straßburger Vorortklub SC Schiltigheim.

#### Borussia Neunkirchen
Nachdem der Vertrag von Dafi zum Ende der Saison 2006/07 beim Klub aus Schiltigheim nicht verlängert worden war, blieb er ein paar Monate vereinslos. Dann ging es nach Deutschland und Dafi schloss sich dem unterklassigen Klub Borussia Neunkirchen an. In Neunkirchen wurde Dafi Stammspieler und kam zu 21 Einsätzen (zwei Treffer).

#### 1. FC Saarbrücken
Nur ein weiteres Jahr später ging er dann zum 1. FC Saarbrücken. Binnen zwei Jahren schaffte man es von der Fußball-Oberliga bis in die 3. Fußball-Liga. Dort gab Dafi auch sein Profidebüt. Am 37. Spieltag (7. Mai 2011) wurde er im Spiel gegen SV Babelsberg 03 in der 82. Minute für Nico Zimmermann eingewechselt. Zum Saisonende 2010/11 verließ er die Saarländer.

### Borussia Neunkirchen
Nach einer kurzen vereinslosen Zeit unterschrieb er im Januar 2012 erneut bei Borussia Neunkirchen. Dort beendete Dafi im Sommer 2014 seine aktive Karriere.